# 弓錐

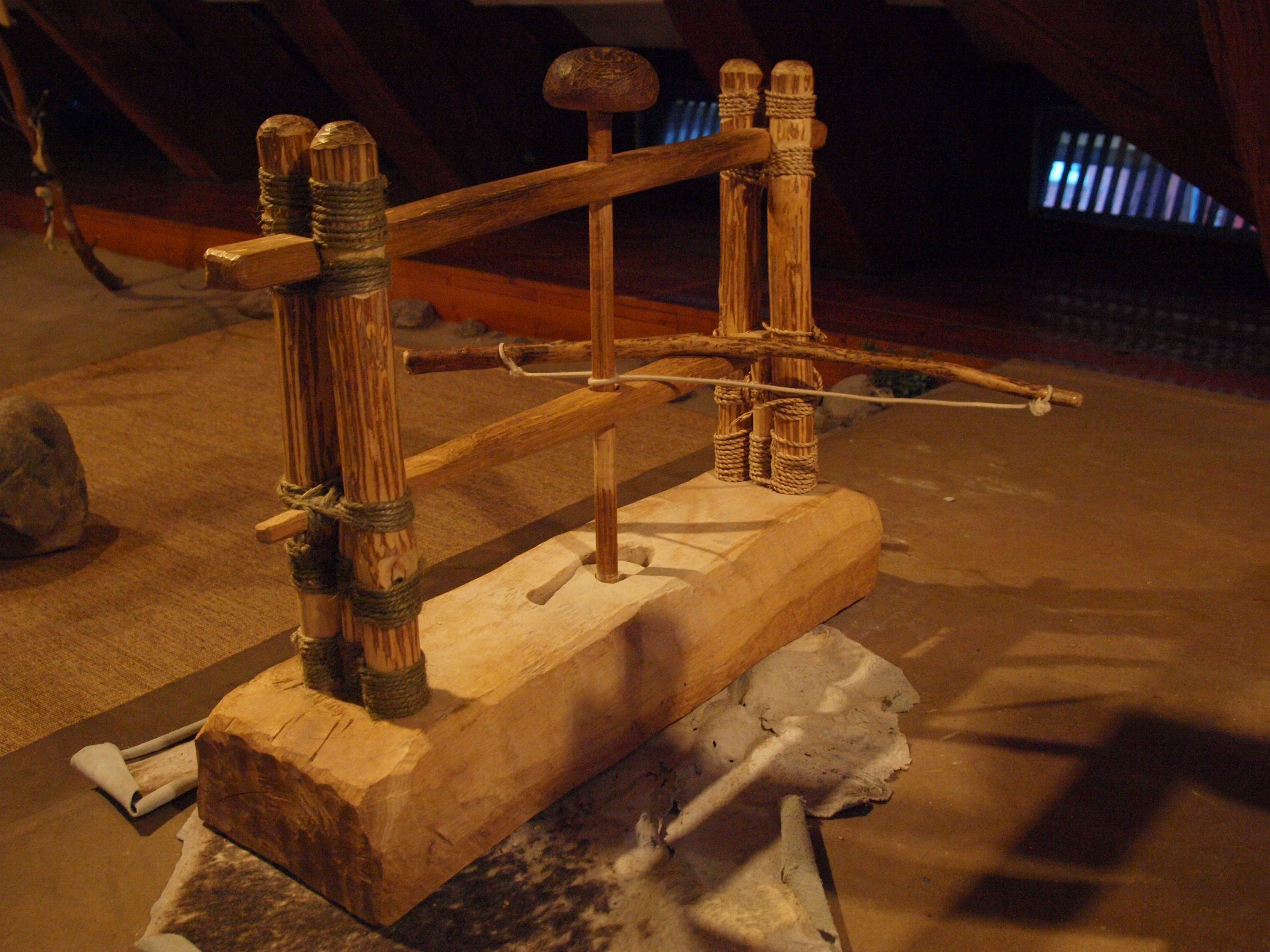
石斧に穴を開けるための弓錐

火起こし用の弓錐の図式

弓錐（ゆみぎり、英: bow drill）は、単純な手動の道具。ヒモを巻き付けた弓を片手で前後に動かすことにより棒（スピンドル、ドリル軸）が回転する。先史時代に由来するこの道具は、木、石、骨、歯といった固体材料に穴を開けるためのドリルや火を起こすための発火錐（fire-drill）として使われた。
スピンドルは、先端をハンドブロックの穴に差し込んで手で押さえて固定する。2つのパーツの摩擦を減らすために潤滑剤が使われる。この発明はイヌイットによるものとされる。弓の弦はスピンドルに一回巻かれ、きつく固定されるため作業中にずれることはない。
Egyptian bow drillと呼ばれる変種においては、ヒモは何回も巻き付けられ、あるいは、結び目または穴で固定される。strap drillは、より単純なものであり、弓がなく両手でヒモをピンと張り、同時に左右に動かす。枠がなく、thimbleが顎や口元で固定できるようになっている。

## 歴史
碧玉の小片がついた弓錐が、紀元前5千年紀から紀元前4千年紀の間にメヘルガルでラピスラズリやカーネリアンに穴を開けるために使われた。同様のドリルがインダス文明の他の地域と1000年後のイランで発見された。

## 使用法

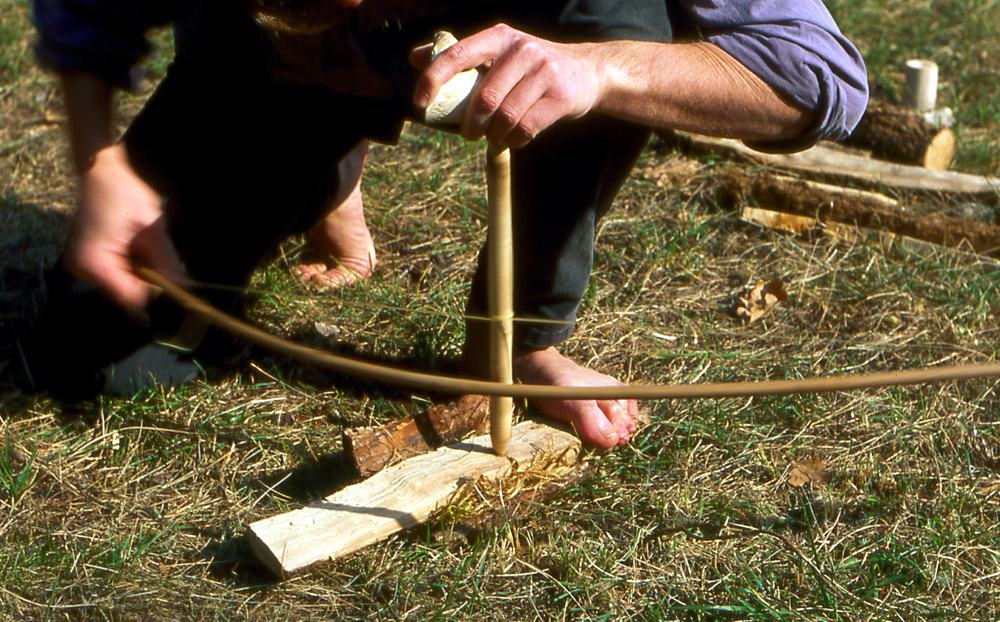
ハンドピースが付いている弓錐（火起こし用）

発火錐として使う場合、シャフトの先端は尖らせず、固定された木片の穴に差し込む。高速でシャフトを回し、下向きの圧力で摩擦熱を起こすと、粉末状の木炭がくすぶり出し発火する。
ドリルとして使う場合、研磨や切断により穴を開ける硬いドリルビットを取り付ける場合もある。